# Хесельчакан
Хесельчака́н (исп. Hecelchakán) — город в Мексике, в штате Кампече, входит в состав одноимённого муниципалитета и является его административным центром. Численность населения, по данным переписи 2020 года, составила 11 419 человек.

## Общие сведения
Название Hecelchakán с майянского языка можно перевести как: саванна для отдыха.
Поселение было основано индейцами майя в XVI веке вблизи сенота, а после прихода испанцев в нём был построен храм и монастырь Святого Франциска Ассизского.
1 июня 1833 года Хесельчакану присвоен статус вильи.
10 июня 1913 году в Хесельчакане, во время Мексиканской революции, губернатор Мануэль Кастилья Брито восстал против режима Викториано Уэрты.
3 ноября 1957 года Хесельчака́ну был присвоен статус города.

## Население
| Год  | Численность | Численность |
| ---- | ----------- | ----------- |
| 2000 | 9427        | [ 6 ]       |
| 2005 | 9974        | [ 7 ]       |
| 2010 | 10 285      | [ 8 ]       |
| 2020 | 11 419      | [ 9 ]       |